# Ford Falcon
La Ford Falcon est une automobile construite par Ford aux États-Unis de 1960 à 1970, en Argentine des années 1960 jusqu'au début des années 1990 et en Australie, entre 1960 et 2016.

## Histoire
Edsel Ford a utilisé pour la première fois le terme «Falcon» pour désigner une Ford plus luxueuse qu'il a conçue en 1935. Il a décidé que la nouvelle voiture ne correspondait pas aux autres offres de Ford, donc cette conception est finalement devenue une Mercury.
Historiquement, les «trois grands» constructeurs automobiles (GM, Ford et Chrysler) se concentraient uniquement sur les véhicules plus gros et plus rentables sur les marchés américain et canadien. À la suite de la récession économique vers le milieu des années 1950, les trois constructeurs cherchent à lancer sur le marché américain de nouveaux modèles bon marché capable de rivaliser avec les Volvo, les Fiat, les Renault, les Toyota et les Volkswagen. Les grosses automobiles devenaient de plus en plus chères, rendant les voitures plus petites de plus en plus attrayantes.  En outre, de nombreuses familles américaines étaient désormais à la recherche d'une deuxième voiture, et des études de marché ont montré que les femmes en particulier pensaient que les voitures full-size étaient devenues trop grandes et trop encombrantes.
Dans le même temps, des recherches ont montré que de nombreux acheteurs préféreraient acheter aux États-Unis ou au Canada si les fabricants nationaux offraient une voiture plus petite avec un coût de possession inférieur. Ainsi, les trois compactes introduites: la Valiant de Chrysler (devenant la Plymouth Valiant en 1960, et rejoint par une Dodge Dart réduite en 1961), la Chevrolet Corvair de GM et la Ford Falcon sont dévoilées, le 3 octobre 1959 et le succès est au rendez-vous dès la première année avec 456 703 bons de commande pour la Falcon. Studebaker a également présenté la Lark et Rambler a réduit la taille de sa voiture américaine presque compacte en 1959. Ford Royaume-Uni avait commencé la production de la Ford Anglia en 1939, et de la première Ford Model Y en 1932, suivie par la Ford Zephyr, mais elles n'étaient pas vendues en Amérique du Nord. Ford Allemagne a construit la Ford Eifel, suivie par la Ford Köln qui était mécaniquement similaire à la Model Y britannique, suivie plus tard par la Ford Taunus en 1939, mais elles n'ont pas non plus été vendues en Amérique du Nord. Les Ford européennes, Anglia, Zephyr et Taunus, étaient en production en même temps que la Falcon a été introduite.
Le projet, qui est devenu la Falcon, a été lancé et parrainé par le directeur général de Ford, Robert S.McNamara, qui a chargé une équipe de créer ce qui, selon les normes américaines de l'époque, serait une petite voiture mais serait considérée ailleurs dans le monde comme une voiture de taille moyenne. McNamara, qui a été promu vice-président du groupe des voitures et camions au moment du lancement de la Falcon, a été intimement impliqué dans le développement, insistant pour maintenir les coûts et le poids de la voiture aussi bas que possible. L'ingénieur Harley Copp a utilisé un cadre monocoque au sommet d'une suspension standard et s'est procuré des pièces à partir du bac des Ford existantes pour maintenir un prix bas tout en offrant de la place pour six passagers dans un confort raisonnable. Le succès des ventes de la Falcon conventionnelle, ainsi que la lenteur des ventes de la Corvair à moteur arrière de GM, ont conduit General Motors à présenter sa propre voiture compacte basée sur les principes de la Falcon, la Chevy II[citation nécessaire].
C'est toutefois en Australie, où cette gamme fut fabriquée jusqu'au 7 octobre 2016, que la Falcon connaît la plus grande réussite.

## Première génération (1960-1963)
La Falcon de 1960 était propulsée par un petit et léger moteur six cylindres en ligne Mileage Maker de 95 ch (70 kW) et 144 pouces cubes (2,4 L) avec un carburateur simple corps. Suspension avant avec construction monocoque et ressorts hélicoïdaux, suspension arrière à ressort à lames et freins avant et arrière à tambour. Une transmission manuelle à trois vitesses sur colonne de direction était standard, et la boîte automatique Ford-O-Matic à deux vitesses était facultative. Il y avait de la place pour six passagers. Les styles de carrosserie comprenaient des berlines deux et quatre portes, des familiales deux ou quatre portes et le pick-up Ranchero, transférée depuis la plate-forme de la Fairlane sur la plate-forme de la Falcon en 1960. La Comet, initialement destinée pour la défunte marque Edsel et basée sur la Falcon de 1960, a été lancée aux États-Unis en mars 1960. (En 1962, la Comet a adopté un style plutôt basé sur celui des Mercury et a été intégrée à la gamme Mercury sous le nom de Mercury Comet (en)).
Le changement de marché qui a stimulé le développement de la Falcon et de ses concurrentes a également précipité à la fin des années 1950 et au début des années 1960 la disparition de plusieurs marques bien établies. Outre la tristement célèbre histoire d'Edsel, les plaques signalétiques Nash, Hudson, DeSoto et Packard ont toutes disparu du marché.
En 1960, la filiale canadienne de Ford a lancé la Frontenac (en) sur base de Falcon. Elle a été conçue pour offrir aux concessionnaires
Mercury Meteor (en) un modèle plus petit à vendre, car la Comet était à l'origine conçue en tant qu'Edsel, vendue par les concessionnaires Ford-Monarch. Produite seulement pour l'année modèle 1960, la Frontenac était essentiellement une Falcon de 1960 rebadgée avec sa propre calandre, ses feux arrière et ses garnitures externes, y compris un insigne en feuille d'érable rouge. Malgré de fortes ventes (5% de la production canadienne totale de Ford), la Frontenac a été abandonnée et remplacée par la Comet en 1961.
Robert McNamara, un dirigeant de Ford qui est brièvement devenu président de Ford avant de se voir offrir le poste de secrétaire américain à la Défense, est considéré par beaucoup comme "le père de la Falcon". McNamara a quitté Ford peu de temps après l'introduction de la Falcon, mais sa foi dans ce concept a été confirmée par des ventes record; plus d'un demi-million de modèles vendus la première année et plus d'un million de modèles vendus à la fin de la deuxième année.
L'année modèle 1961 a introduit un optionnel moteur six cylindres de 101 ch et 170 pouces cubes (2,8 L) et deux nouveaux modèles ont été introduits; un modèle berline avec siège baquet et console dans un niveau de finition plus élevé appelé Futura, et un fourgon à panneaux. En outre, la brochure de la Ford Falcon présentait Charlie Brown et Lucy de la bande dessinée Peanuts qui sont restés jusqu'en 1965,.
Ford s'est vanté de la bonne économie de carburant réalisée par les modèles Ford Falcon à six cylindres dans la publicité. L'économie de carburant était bonne, elle pouvait parcourir 30 miles par gallons US (7,8 litres aux 100 km; 36 miles par gallon impériaux), par rapport aux autres voitures américaines à l'époque.
L'année modèle 1962 avait un modèle Squire avec des garnitures en faux bois sur les côtés pour le break quatre portes. Le modèle «Futura» à siège baquet était proposé avec un intérieur légèrement amélioré, des ceintures de sécurité installées d'usine, des garnitures latérales différentes (en forme de lances) et des emblèmes différents. À mi-chemin de l'année modèle, Ford a changé la ligne de toit de la fenêtre arrière pour une conception plutôt de style Thunderbird et a offert une transmission à quatre vitesses pour la première fois. La berline Futura deux portes (également appelée "illusion de toit rigide" en raison de la garniture chromée autour de l'ouverture de la vitre latérale) arborait une lunette arrière plate à la place de la vitre panoramique (enveloppante) des modèles précédents pour apporter son design dans la lignée des autres voitures Ford de l'époque. En 1962, Ford a présenté les Ford Falcon Club Wagon et Deluxe Club Wagon, des fourgons huit places à la face avant plate. Ford a également promu que dans le Mobil Economy Run (en) que la Falcon obtenait 32,5 miles par gallons US (soit approximativement une consommation de 7,3 l/100 km).
En 1963, encore plus de modèles étaient disponibles. Il y avait maintenant une Futura quatre portes et un break Deluxe. Les modèles Futura Convertible et Futura Sports Convertible ont également été inclus dans la gamme de 1963. Plus tard, les toits rigides et le nouveau modèle "Sprint" ont été introduits. À mi-chemin de l'année modèle (février 1963), le moteur V8 «Challenger» 260 pouces cubes (4,3 L) de 164 chevaux de la Fairlane fut offert pour la première fois. La Falcon grimpait en niveau de finition depuis ses débuts budgétaires, alors que Ford tentait de tirer plus de profit de la gamme.
La seule fois qu'une option de moteur V8 était disponible dans une Falcon de première génération était le modèle de 1963½, et ces voitures ont été produites en nombre très limité (Sprint à toit rigide deux portes (sièges baquets) 10 479 produits et cabriolet Sprint (sièges baquets) 4 602 produits). Ces Falcon Sprint de première génération ont servi de base aux Mustang de 1964½ lancées par Ford un an plus tard. Beaucoup (sinon la plupart) des composants intérieurs, du châssis, de la suspension et de la transmission étaient dérivés de ceux utilisés sur les modèles Ford Falcon Sprint et / ou Fairlane de 1963½. En termes plus simples, la Falcon Sprint de 1963½ est presque mécaniquement identique à la Mustang de 1964½ tout en étant esthétiquement différent.

### Galerie

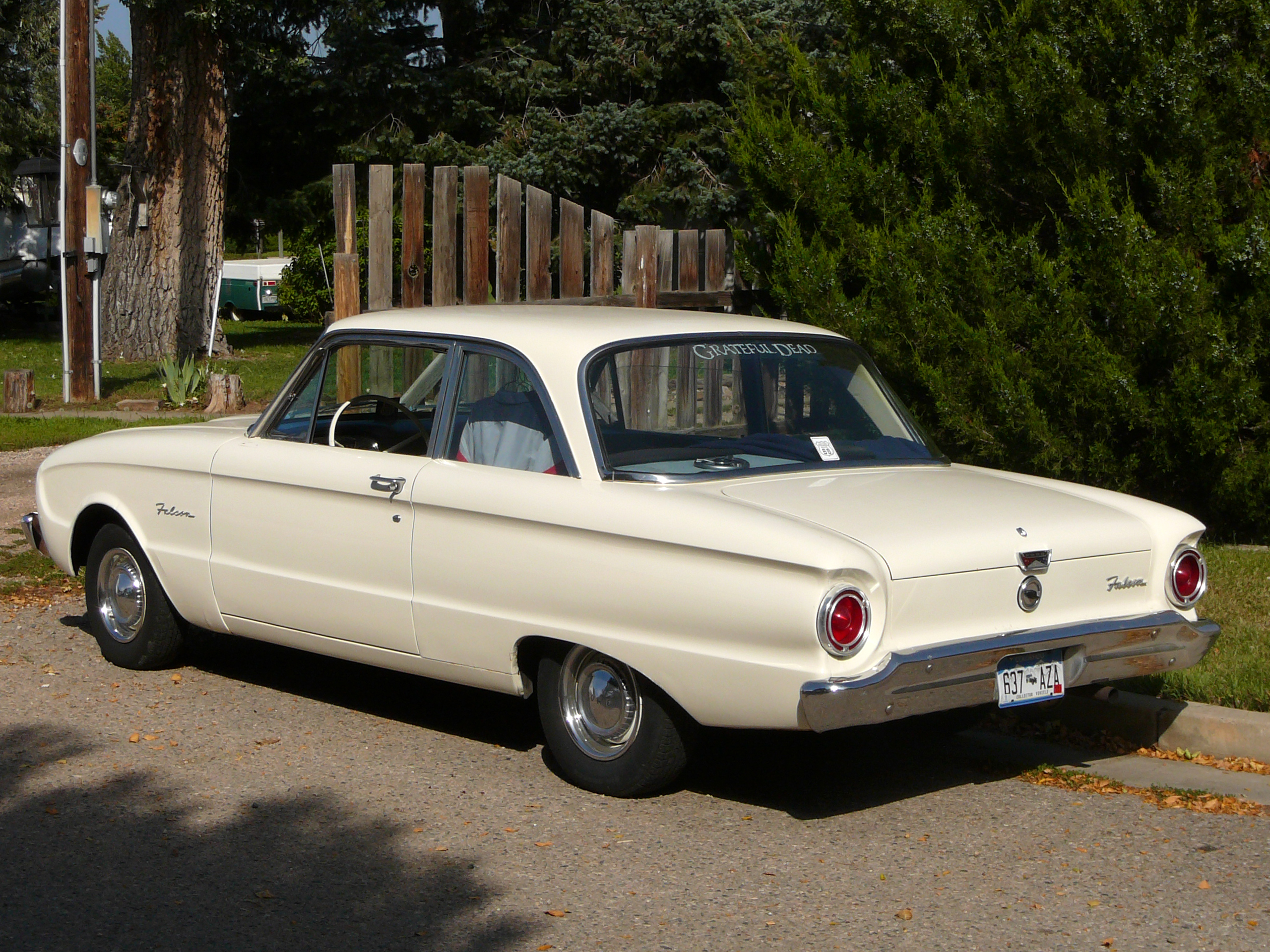
Falcon berline 2 portes de 1960
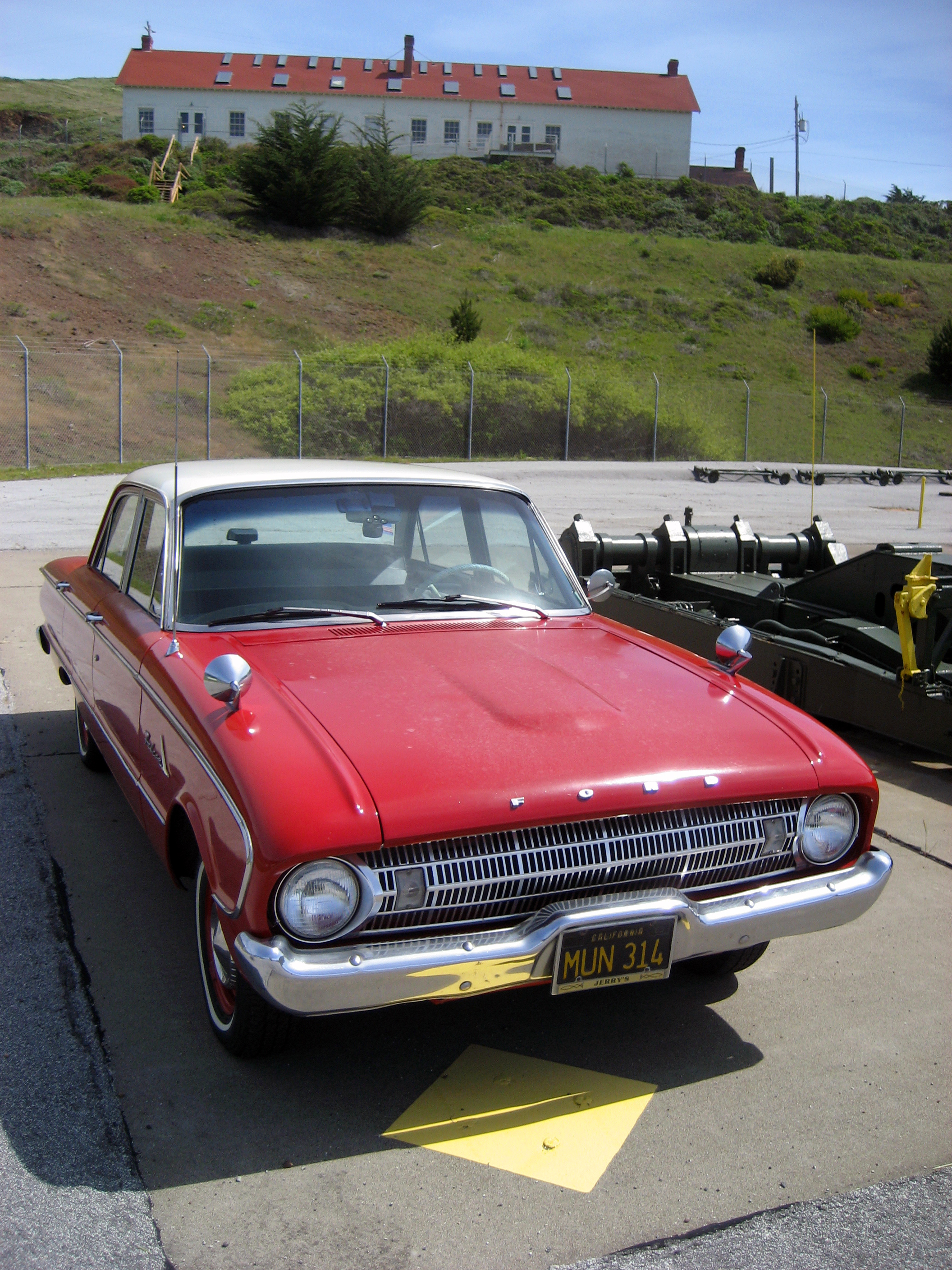
Ford Falcon Fordor berline de 1961
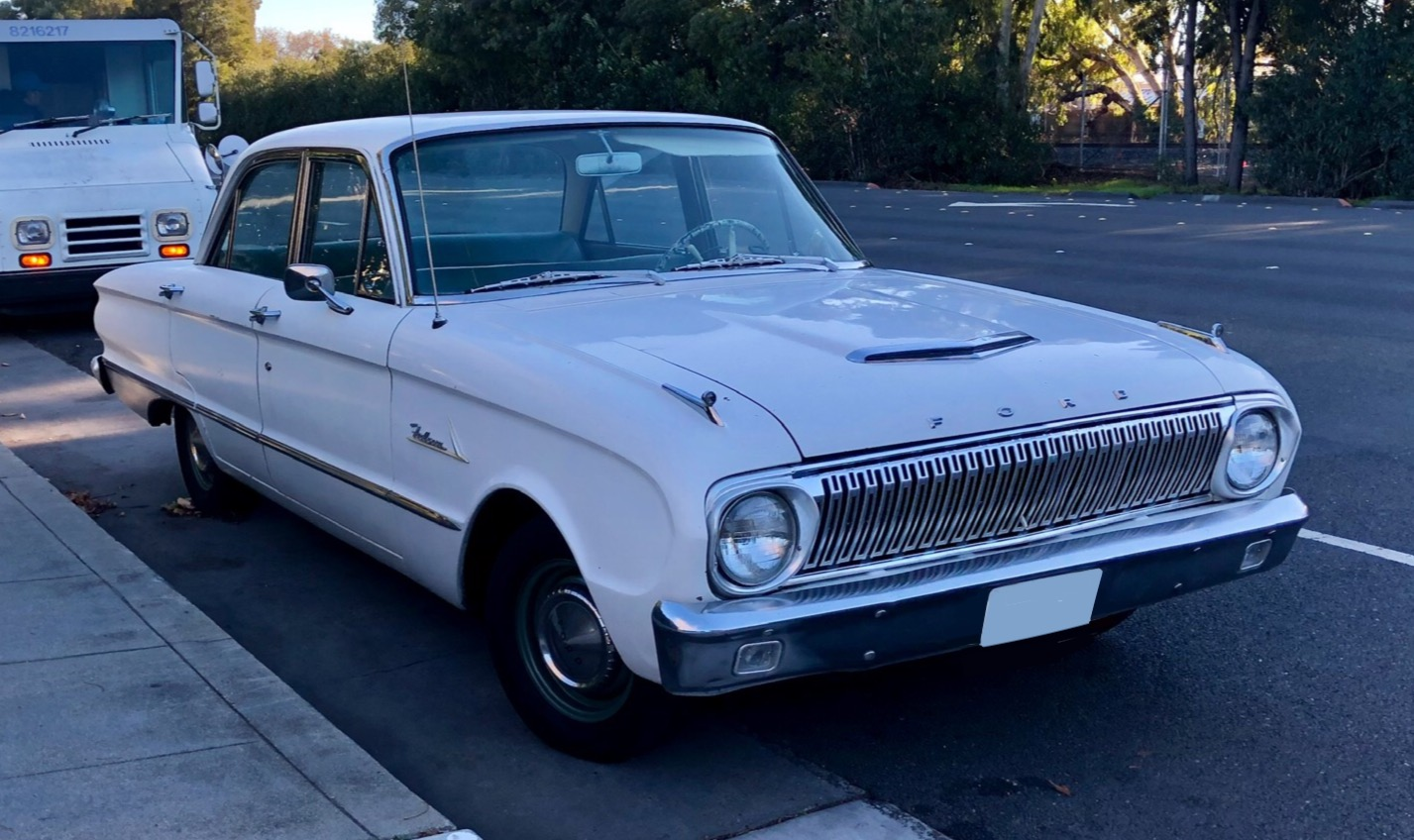
Falcon berline 4 portes de 1962
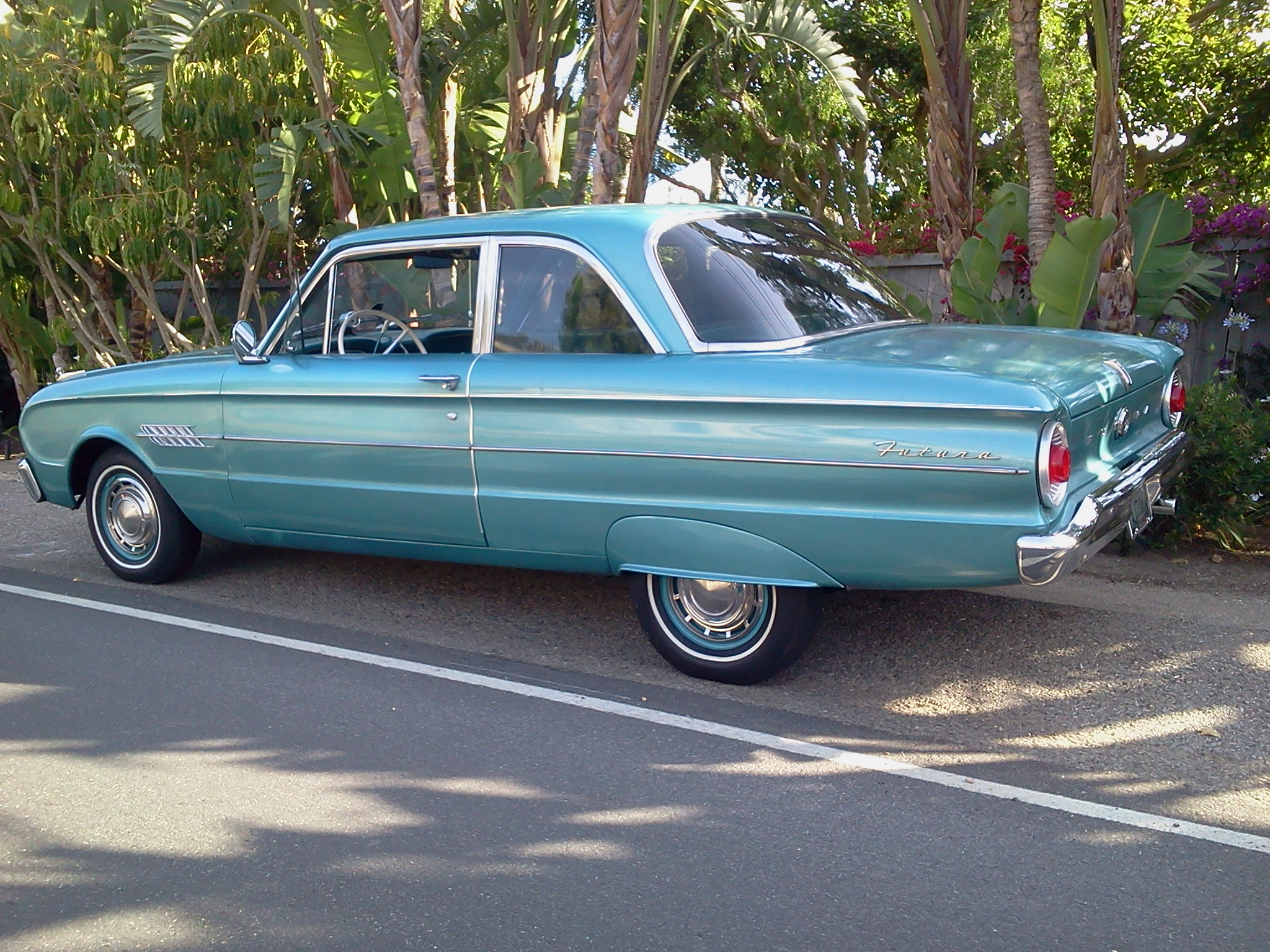
Falcon Futura berline 2 portes de 1962
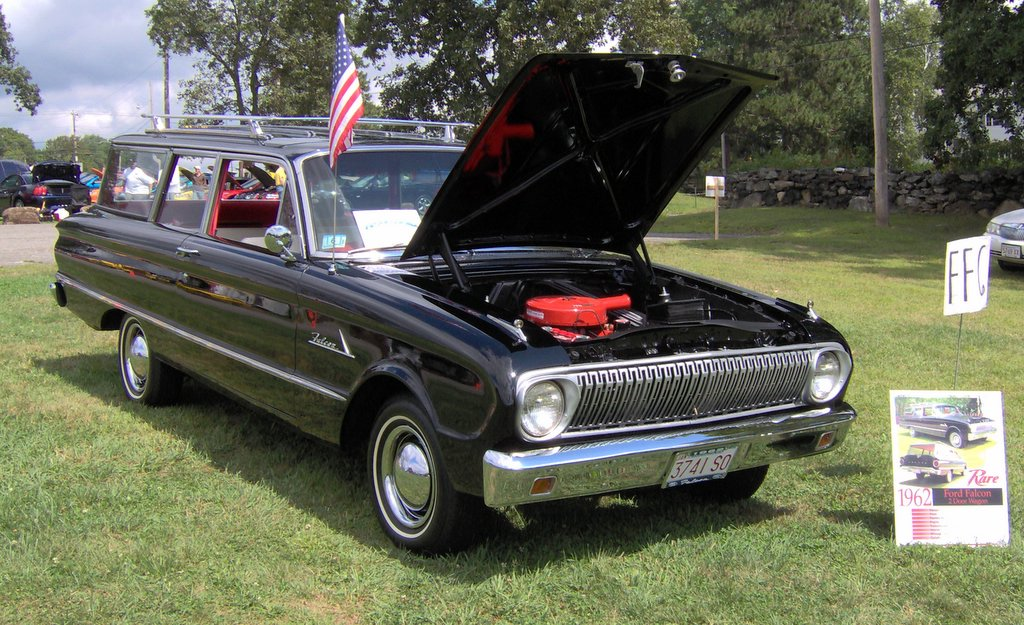
Falcon break 2 portes de 1962
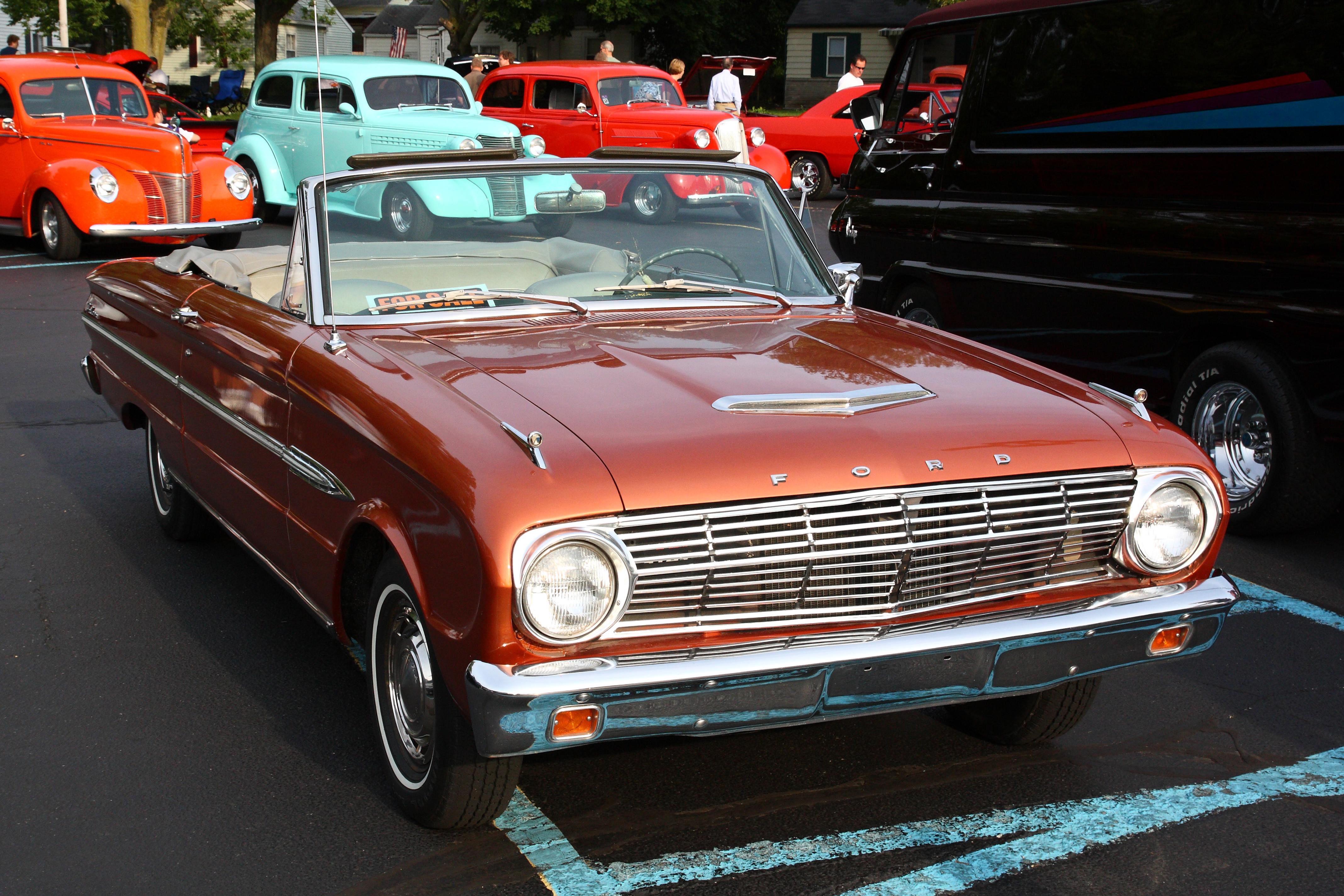
Falcon Futura Sports Convertible de 1963

## Deuxième génération (1964-1965)
La deuxième génération de Falcon de 1964, lancée en 1963, présentait un style révisé et plus carré. Plus tard dans l'année modèle 1964, la nouvelle offre de Ford pour ce marché a été lancée: la Ford Mustang, largement basée sur la conception du cadre unifié de la Falcon. Les publicités télévisées utilisaient maintenant le personnage Adèle ainsi que les personnages du dessins animés des Peanuts. La Ford Motor Company était un sponsor de la série et a également sponsorisé le Ford Show à la fin des années 1950. Pour l'année 1964, Ford a ajouté une finition Sprint, qui donnait à la Falcon le V8 260 de la Fairlane, une suspension plus rigide et un échappement plus bruyant. Parce que la Mustang avait les mêmes options que la Sprint pour seulement un peu plus, la Sprint n'a jamais pris de l'ampleur. Même avec l'ajout du V8 289 fin 1964, la Sprint a été éclipsée par la Mustang et a été abandonnée après 1965. La Mustang a porté en Amérique du Nord un coup aux ventes de Falcon dont elles ne se remettraient jamais. La suspension avant était composée de ressorts hélicoïdaux montés sur pivot sur les bras supérieurs et d'amortisseurs à double effet. Les voitures à six cylindres avaient des moyeux à quatre ergots avec des roues en acier de 13 pouces. Les voitures V8 avaient des roues à cinq ergots. Pour 1965, les changements étaient minimes, y compris une calandre plus simple et des garnitures latérales révisées sur les modèles de luxe. La production s'est terminée le 26 juin 1965 pour les Falcon convertibles. Un tableau de bord rembourré, une direction assistée, des freins assistés, une radio, une télécommande de déverrouillage du coffre et un témoin de frein de stationnement étaient en option.
À partir de 1965, la transmission automatique à trois vitesses Cruise-O-Matic était disponible. Les ceintures de sécurité avant étaient standard.

## Troisième génération (1966-1970)
À la fin de 1965, Ford a lancé la troisième génération de Falcon, basée sur une plate-forme raccourcie de Fairlane avec un style révisé. Au sommet de la gamme se trouvait la Futura Sports Coupé très garnis, qui présentait des cadres de vitres latérales chromés, donnant à cette berline deux portes l'apparence d'un toit rigide. Elle comportait également un intérieur tout en vinyle de qualité supérieure. Le grand script "Sports Coupe" sur le pilier "C" a été emprunté à la Fairlane Sports Coupé de 1964-1965. Le réchauffeur-dégivreur est devenu standard. Les freins étaient de 9 pouces pour les Falcon à six cylindres et de 10 pouces pour les V8. Le toit rigide et le cabriolet à deux portes ont été abandonnés, tandis que le break et le Ranchero ont été déplacés vers une plate-forme plus grande partagée avec la Fairlane contemporaine. Le Ranchero a quitté la gamme Falcon et a adopté la tôle avant de la Fairlane pour 1967. La Falcon de 1966 a été utilisée dans la série Trans-Am. Les modèles de 1967 étaient pour la plupart les mêmes que les modèles de 1966, mais d'autres équipements de sécurité mandatés par le gouvernement fédéral ont été ajoutés, y compris un système de freinage à double circuit, un volant à absorption d'énergie avec un grand moyeu central rembourré, des clignotants aux 4 côtés, des panneaux intérieurs souples et des fixations pour ceintures d'épaule avant (disponibles en option). Un voyant de rappel a été ajouté pour les ceintures de sécurité; 1968 était la première année modèle pour les feux arrière carrés.
Les Falcon de 1968 et 1969 ont reçue de nouveaux feux de position latéraux (ou réflecteurs), des ceintures d'épaule extérieures avant et des appuie-tête pour les voitures construites après le 1er janvier 1969. La carrosserie et les spécifications mécaniques de base sont restés les mêmes que sur les modèles de 1966–1967.
La dernière année modèle de la Falcon en Amérique du Nord était 1970. La baisse continue des ventes et l'incapacité de la voiture à répondre aux normes de sécurité à venir ont abouti à une courte série de modèles de 1970 identiques à la version de 1969 en cours de construction jusqu'à la fin de décembre 1969; aucune des Falcon de 1970 n'utilisait une colonne de direction verrouillable qui serait standard sur tous les autres produits Ford de 1970 (à l'exception des Maverick construites avant septembre 1969). "Malgré le référencement d'une gamme Falcon ordinaire dans certaines premières publications, il semble que toutes les Falcon portaient le nom Futura cette année". Bien que les noms Falcon, Fairlane et Fairlane 500 disparaîtront, le nom Futura réapparaîtra en 1978 sur la Fairmont Futura Sport Coupe.

## Falcon de 1970½
Le 1er janvier 1970, le nom Falcon a été transféré à une version à bas prix de la Ford Fairlane contemporaine. Le nouveau modèle, qui était une finition de la gamme Fairlane, a été commercialisé en tant que "Falcon de 1970½" et était disponible en tant que berline deux portes, berline quatre portes et break quatre portes. Malgré le fait que la berline deux portes Maverick ait été lancée en avril 1969 en remplacement de la Falcon deux portes "compacte" bientôt abandonnée, Ford s'est donné la peine de mettre au point une berline deux portes unique pour le court modèle de 1970½. Alors que le nombre d'options de luxe et de commodité disponibles était limité, la voiture était disponible avec la gamme complète des groupes motopropulseurs des Fairlane / Torino, allant du six cylindres standard de 250 pouces cubes et du V8 de 302 pouces cubes jusqu'au V8 Cobra Jet 429.

## Variantes

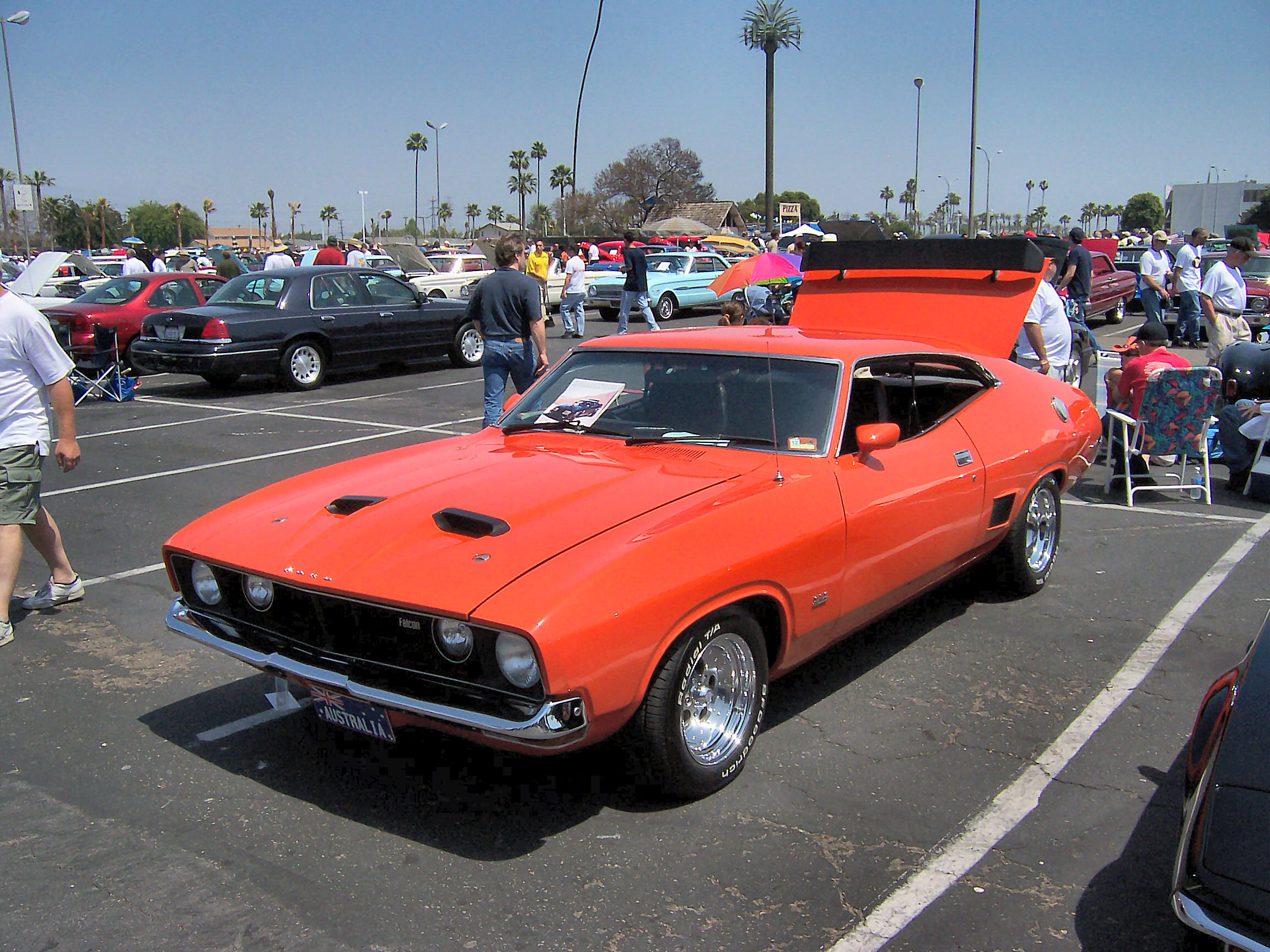
Ford Falcon australienne

Une variante musclée (muscle car) de la Falcon a été produite dans les années 1970. Différents moteurs étaient installés sur le même châssis : soit un V8, soit un six cylindres en ligne. Elle fut exclusivement produite en Australie.

## Dans la culture et la fiction

### Filmographie
La Ford Falcon (modèle 1960) est la voiture de Gérard Depardieu et Patrick Dewaere quand ils récupèrent Jeanne Moreau à sa sortie de prison dans les Valseuses.
Il s'agit également de la voiture utilisée par le héros (Max Rockatansky) dans Mad Max, un film post-apocalyptique. Deux modèles sont présents : la Ford Falcon XB Coupe, V8 351, qui est l'interceptor noire de Max, et la Ford Falcon XB Sedan australienne, V8 351 de 1974, qui est l'interceptor jaune.

### Chanson
La Ford Falcon était le véhicule de prédilection des escadrons de la mort de la junte en Argentine pour enlever les opposants avant de les faire disparaître. À ce titre, elle est citée dans la chanson Disparue (1984) de Jean-Pierre Mader comme la voiture des ravisseurs de son amie.